# Wegmühle (Bolligen)

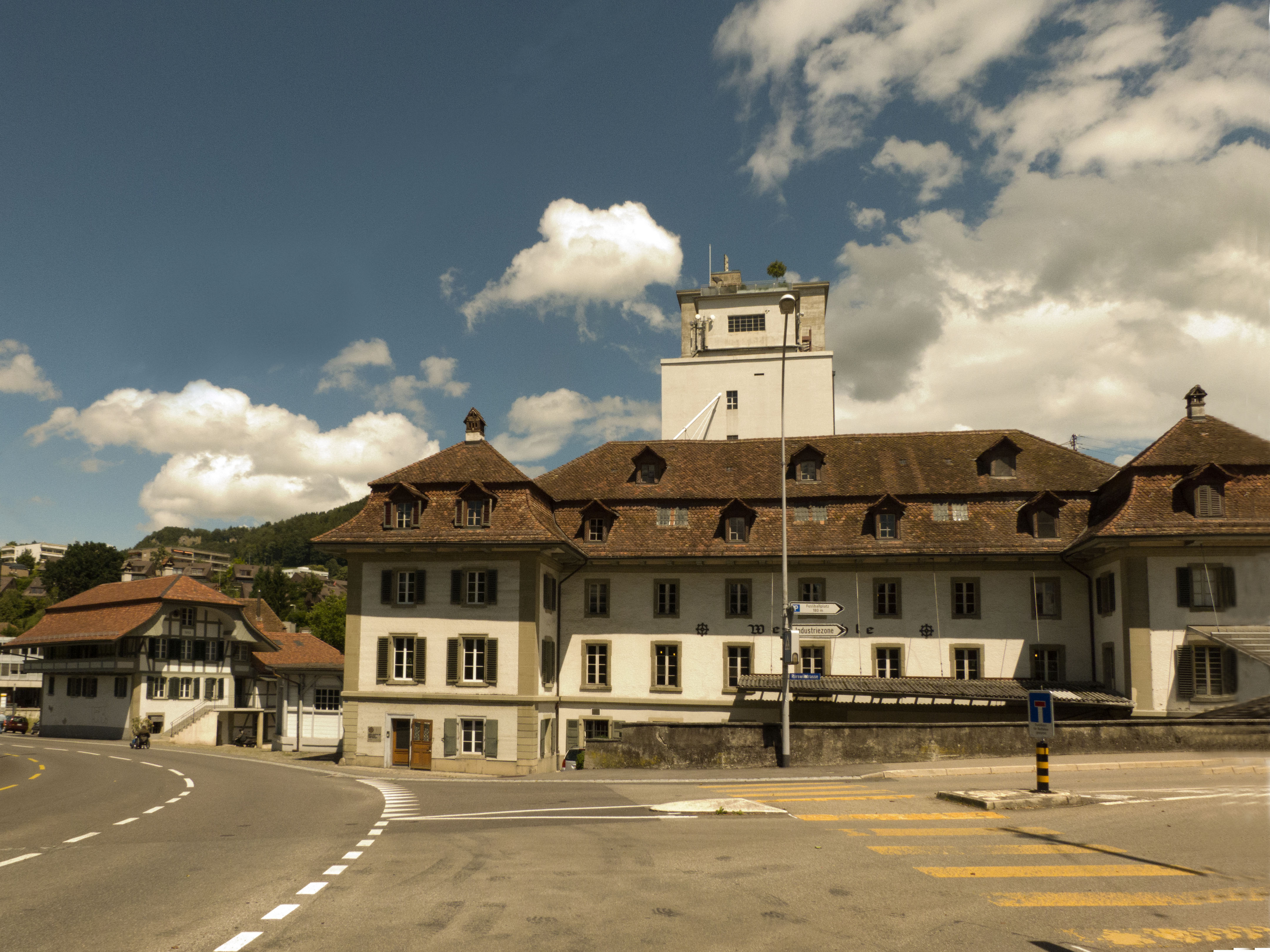
Wegmühle Bolligen, das historische Mühlengebäude

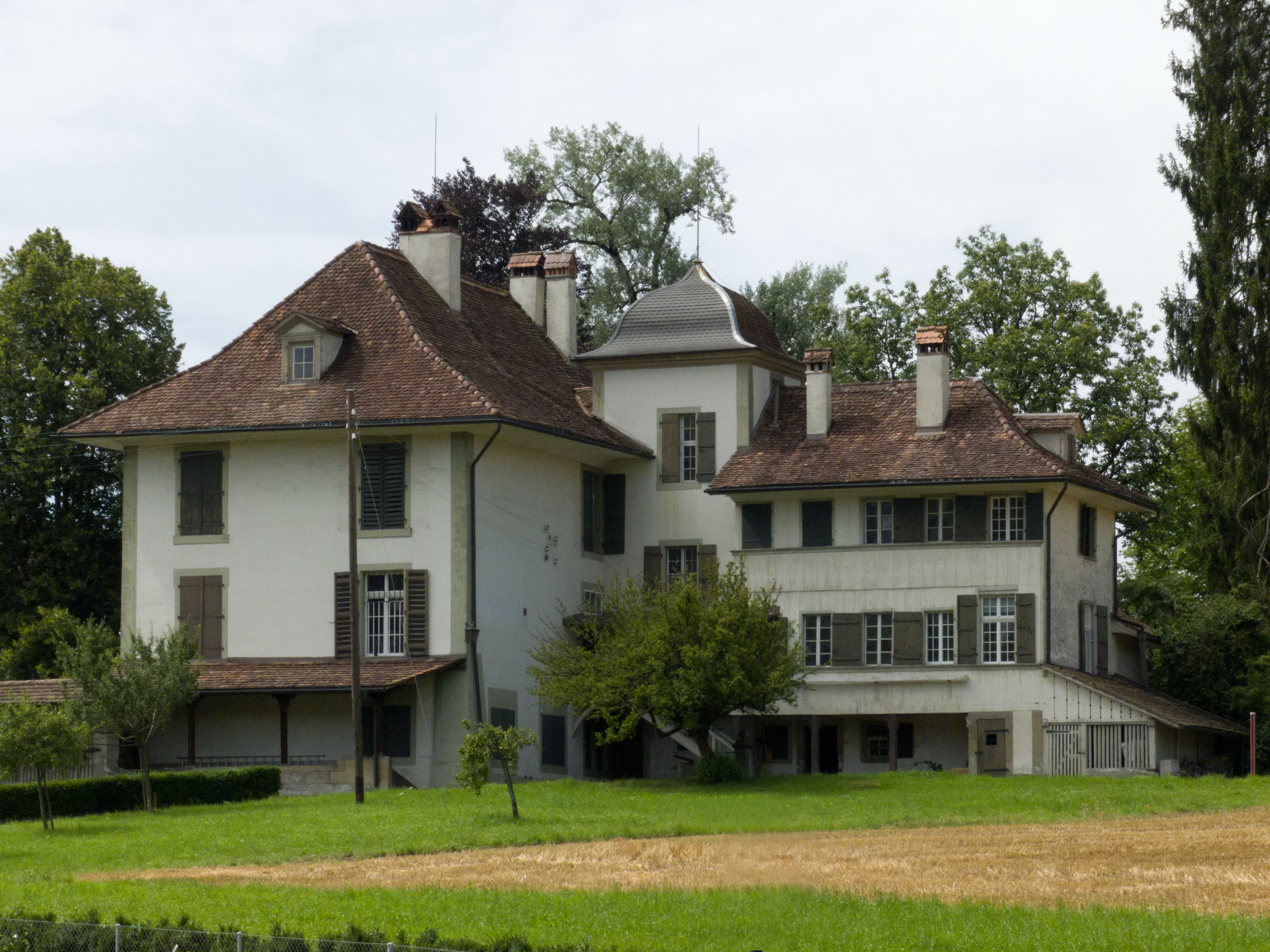
Campagne Wegmühle, Herrenstock

Die  Wegmühle ist eine erstmals 1275 erwähnte Mühle mit dazugehöriger Campagne in Bolligen im Kanton Bern. Sie besteht im Wesentlichen aus dem Mühlengebäude von 1787, der Campagne von 1669, den älteren Mühlengebäuden von 1613, sowie den Getreidesilos von 1930 und 1964.

## Geschichte des Erblehens
Die Lage an der ehemaligen Reichsstrasse (Königsstrasse) nach Burgdorf an der Worble gab der Mühle den Namen. Heinrich von Seedorf schenkte 1275 die Mühle unterhalb Bolligen gelegen, welche Wegmühle genannt wird und den daran angrenzenden Acker dem Johanniterkloster Münchenbuchsee. 1398 war das Bauerngut im Besitz des Untern Spitals in Bern und des Siechenhauses und war auf 30–40 Jucharten angewachsen. Cuno Lörtscher musste als Lehenmann für Mühl, Bläue (Reibe für Flachs und Hanf) und Säge, sowie für Häuser, Hof, Äcker und Matten zinsen. 1402 erscheint nur noch das Siechenhaus als alleiniger Zinsherr des Erblehens.

### Erblehen wird Campagne
1660 ist erstmals im Zuge einer Streitigkeit ein Patrizier als Besitzer genannt. Georg Steiger (1612–1686), Junker und Alt-Landvogt, verkaufte 1663 das Gut an Jakob Tillier (1606–1676), Stiftsschaffner und Herr vom benachbarten Rörswil. Dieser liess das stattliche Herrenhaus bauen, welches 1671 von Albrecht Kauw abgebildet wurde mit dem Vermerk herr Tilliers nöye behusung. Im Kellergewölbe bezeugt die Jahrzahl 1669 das Baujahr. Sie ging 1725 an Abraham Lombach, gewesener Landvogt zu Landshut und in Erbfolge an dessen Tochtermann Christian Willading (1690–1751), Ratsherr, Venner und Landvogt zu Baden. Die Müller und die Pächter des Landwirtschaftsbetriebes hatten sowohl den Besitzern als auch dem Siechenhaus den Lehens- und Bodenzins zu entrichten. Nach dem Tod Willadings ging das Erblehen an den Landvogt und Ratsherrn Johann Rudolf Tscharner (1717–1789), Besitzer der benachbarten Campagne Rothaus. Er löste im Tausch gegen einen ihm zustehenden Bodenzins in Allmendingen die Wegmühle aus dem Erblehen zu Eigentum. 1769 verkaufte Tscharner Teile des grossen Guts und behielt als Eigentum nur das Herrschaftshaus mit dem umliegenden Mattland. Als weitere Besitzer sind in der Folge Franz Rudolf Lerber (1757–1822) und 1795 Niklaus Albrecht Effinger (1735–1831), dem Herrn zu Wildegg verzeichnet. Der folgende Besitzer, Alexander Albrecht Tscharner (1765–1831), veräusserte 1821 das Herrengut an Emanuel Rudolf Fellenberg (1780–1850). Das Herrenhaus blieb im Besitz der Familie Fellenberg, bis es 1918 Müllermeister Otto Walther (1875–1955) erwarb.

## Gewerbe
Nach der Aufteilung des Guts 1769 durch Tscharner kauften 1786 die Berner Ratsmitglieder Karl Ludwig Niklaus Kirchberger (1744–1812) und Franz Salomon Wyss (1750–1817) die alten Mühlenbetriebe und die Säge mit 4 Jucharten Land um eine Papierfabrik zu bauen. Das eisenarme Wasser der Worblen eignete sich besonders gut zur Papierherstellung, deshalb bewilligte die Regierung, trotz den Einsprachen des Besitzers der Papiermühlen "zu Thal" (heute Papiermühle) und Worblaufen, sowie der Mitbewerberin Witwe von Graffenried von Worb und des benachbarten Herrn von Rörswil, am 23. März 1786 das neue Unternehmen. Als Lehenszins waren dem Amt jährlich 60 Kronen zu erstatten, dafür war es den Leheninhabern erlaubt, im ganzen Bernbiet Lumpen und Leim einsammeln zu lassen. Sie waren gehalten, gutes und feines Papier zu fabrizieren und es dem Publikum und der Obrigkeit zu billichem Preis zur Verfügung zu stellen.
Den Landwirtschaftsbetrieb übernahm 1791 Hans Grossenbacher vom ursprünglichen Käufer Ullrich Neuenschwander.

### Kirchbergersche Papierfabrik
1786/87 erstellten die neuen Herren das große Papiermühle-Gebäude, so wie es noch heute erhalten ist, auf dem Platz der ehemaligen Säge. Die neue Papierfabrik begann im November 1787 ihren Betrieb. Wyss verkaufte schon bald seinen Anteil und Kirchberger wurde alleiniger Besitzer. Unter seinem Namen ist die Fabrik in die Papiergeschichte eingegangen. Das Wasserzeichen der ersten in der Wegmühle geschöpften Papiere weist die Initialen K. & W. auf. Über die Wegmühle Papierfabrik ist weiter bekannt, dass sie 20–24 Arbeiter beschäftigte. In den Jahren nach 1798 kam Kirchberger in finanzielle Schwierigkeiten, so dass er 1805 alles verkaufte, was nicht zur Papierfabrik gehörte, nämlich die Getreidemühle, die Reibe und Säge mit diversen Gebäuden und dem zugehörigen Land. Trotz dieses Verkaufs geriet Kirchberger 1809 in Konkurs. Am Geltstag, dem 14. September 1809, wurde dem Höchstbietenden Emanuel Rudolf Fellenberg die Papierfabrik hingegeben.

### Fellenbergsche Papierfabrik
Emanuel Rudolf Fellenberg (1780–1850) war ein Enkel Kirchbergers und Schwager von Samuel Gruner, dem Besitzer der Papiermühlen „im Thal“ und Worblaufen. Er führte den Fabrikbetrieb weiter und kaufte den ursprünglichen Landbesitz und auch das Herrenhaus zurück. Allerdings musste er schon 1839 wegen der wachsenden Konkurrenz des maschinell hergestellten Papiers und der Gewerbefreiheit den Betrieb einstellen. Seine Söhne zeigten wenig Interesse an der Papierfabrikation und nach seinem Tod übernahm Ferdinand Albrecht Fellenberg als sein Erbteil das Mühlengebäude, um darin eine "Kunst- und Handelsmühle" einzurichten.

### Kunst- und Handelsmühle
Die neue Mühle bestand aus dem vier Stockwerke hohen Hauptgebäude, enthaltend ein grosses Wasserrad, sieben Mahlgänge und eine Röndle auf zwei Mühlstühlen. Daneben war eine Bäckerei, Magazine für Frucht, Mehl und Krüsch (Kleie) vorhanden. Eine herrschaftliche Wohnung für den Müller, fünf Knechtenzimmer, eine Stallung für sechs Pferde und Nebengebäude ergänzten den Besitz. Ferdinand Albrecht Fellenberg ließ sich 1856 von seinen drei Geschwistern den restlichen Besitz (Campagne und Bauerngut) abtreten. Damit war wieder das ganze Wegmühlegut beisammen. 1863 verkaufte Fellenberg die Mühle an F.G.von Lerber, der schon im selben Jahr an Niklaus Masshard übergab. Nach dessen Tod ersteigerte 1876 der Müllermeister Johann Walther († 1879) die Mühle, sie ist bis heute im Besitz der Familie. Für die weitere Entwicklung der Wegmühle war sein aus der Schermenmühle Ostermundigen stammender Neffe, der Müllermeister Otto Walther (1875–1955) von grosser Bedeutung. Er hatte in Deutschland und Frankreich das automatische Mahlverfahren kennen gelernt und beabsichtigte, dieses in der Wegmühle einzuführen und die Schermenmühle zu verkaufen. Die Wegmühle war für das Vorhaben wegen des großen Gebäudes und der besseren Verkehrsanbindung besser geeignet. 1902 konnte Otto Walther beginnen. Aus den folgenden Verbesserungen und Neuerungen seien der Gleisanschluss an die 1913 eröffnete Worblentalbahn und der Verzicht auf die Pferdefuhrwerke zugunsten eines „Berna“-Motorwagens erwähnt. Der Umbau auf vollautomatischen Betrieb konnte wegen des Ersten Weltkrieges erst 1920 erfolgen. 14 elektrisch betriebene, doppelte Walzenstühle wurden eingebaut und die Mühle war den höheren Anforderungen angepasst. 1930 wurde im Interesse der Landesversorgung der 37 m hohe Siloturm erbaut und 1931 innert zwei Wochen mit 2500 t Getreide gefüllt. Der gleichnamige Sohn Otto Walthers übernahm 1946 die Mühle. In seiner Wirkungszeit entstand 1963/64 das angebaute Silo mit 45 m Höhe und 4400 t Fassungsvermögen für das vorgeschriebene Pflichtlager. Heute ist die Wegmühle mit ihren eigenen Laboratorien und Versuchsbäckereien eine der besteingerichteten und größten Mühlen.
Die alte Kundenmühle in dem Riegbau an der Strasse von 1613 blieb nach dem Verkauf durch Kirchberger 1805 ein eigenständiger Betrieb. Nach mehreren Handänderungen erwarb 1855 der Müller Ullrich Burkhardt von Huttwyl "Reibe/Stampfe und Säge" und 1863 noch das Bauerngut von F.A.Fellenberg. Seine Söhne lösten das gemeinsame Gut wieder auf: Den Landwirtschaftsbetrieb kaufte Friedrich Binz, Landwirt zu Ittigen. Die Säge wurde 1896 alleiniges Eigentum von Friedrich Burkhardt. Die Bauernmühle wurde bis 1925 von Lehenmüllern betrieben, bis sie Otto Walther kaufte und damit auflöste.

### Sägerei und Elektrizitätswerk
Der Sägereibesitzer Friedrich Burkhardt verlegte nach Ankauf des benötigten Bodens die Sägerei 400 m worblenabwärts, wo er mehr Platz hatte. Das Wasserrecht am alten Platz wurde durch eine neue Konzession für die Turbinenanlage des neuen Elektrizitätswerkes ersetzt. Dieses Niederdruckwerk war eines der Ersten in der Schweiz. Zum Bau spannte Burkhardt mit dem Kartonfabrikanten Ullrich Jörg in Deisswil zusammen. Der Strom des 1899 eröffneten Werks versorgte neben der Sägerei und der Kartonfabrik auch die Haushalte in der Umgebung. 1906 wurde das Elektrizitätswerk von der BKW übernommen. Der Generator versah bis 1962, als das Werk stillgelegt wurde, seinen Dienst. Die Sägerei wurde 1978 ebenfalls eingestellt.

## Die Frauenbewegung im Herrenhaus
Bevor Otto Walther 1918 das Herrenhaus kaufte und bezog, beherbergte es von 1902 bis 1918 zwei bedeutende Frauen der Schweizer Frauenbewegung: Helene von Mülinen (1850–1924) und Emma Pieczynska (1854–1927). Die beiden lebten "gemeinsam in einem Landhaus in der Nähe von Bern und fungierten hier gewissermassen als Zentrum der Berner Frauenbewegung." In dieser Zeit wurde die ummauerte Campagne mit ihrem Park zu einem "Wallfahrtsort für emanzipierte Frauen aus aller Welt". 1919 zogen die beiden Frauen an die Wylerstrasse 10 nach Bern.